# Tobias Nierop
Tobias Nierop (Amsterdam, 13 december 1987) is een Nederlandse theater- en filmacteur.

## Levensloop
Sinds 1995 speelt Nierop in producties van de Amsterdamse Jeugdtheaterschool. Hij maakte zijn debuut in de eindexamenfilm Paradiso (2001). Sinds 2008 is Nierop zich meer gaan ontwikkelen op theatraal gebied en besloot eerst zijn studie theater aan de ArtEZ af te maken om zich eventueel daarna weer te kunnen concentreren op filmproducties.

## Filmografie

### Film
| Jaar | Titel                             | Rol              | Opmerkingen |
| ---- | --------------------------------- | ---------------- | ----------- |
| 2001 | Paradiso                          | Rik van Dijk     | short       |
| 2003 | Beet                              | Sjoerd           | short       |
| 2004 | Sophie en Arthur                  | Harold           |             |
| 2004 | The Unweaving                     | -                | short       |
| 2012 | Oom Henk                          | Koen             |             |
| 2012 | Hoogtepunt                        | Martijn          | short       |
| 2013 | Mad Sausage                       | -                | short       |
| 2013 | Wolf                              | student          |             |
| 2013 | Chez Nous                         | Ramon            |             |
| 2015 | Buddy                             | Chris            | short       |
| 2016 | Giraffe                           | Jurjen           | short       |
| 2017 | Weeën                             | Willem           | short       |
| 2018 | Het Internet                      | Jonas Kleimuller | short       |
| 2019 | Khata                             | Jacob            | short       |
| 2020 | Donnie Mountain                   | Donnie Mountain  | short       |
| 2025 | De film van Rutger, Thomas & Paco | agent            |             |

### Televisie
| Jaar      | Titel                                 | Rol                  | Opmerkingen                        |
| --------- | ------------------------------------- | -------------------- | ---------------------------------- |
| 2002      | Recht van spreken                     | -                    |                                    |
| 2003-2004 | Bergen Binnen                         | Rens van Wely        | 25 afl.                            |
| 2004      | Missie Warmoesstraat                  | -                    |                                    |
| 2005      | Enneagram                             | Marco                | afl.: Stuntnacht                   |
| 2005      | Ruim Baan                             | (presentator)        |                                    |
| 2006      | Van Speijk                            | Ton Grotegast        | afl.: Liefde op het tweede gezicht |
| 2006      | Jetix Winterfun                       | (presentator)        |                                    |
| 2005-2007 | Hotnews.nl                            | Kevin                | 120 afl.                           |
| 2008      | Parels & Zwijnen                      | Nino                 | afl.: Fantoompijn                  |
| 2008      | Spoorloos verdwenen                   | Karsten van Wijk     | afl.: De verdwenen pastoor         |
| 2008-2010 | Prof. Dr. Testkees (SchoolTV)         | Prof. Dr. Testkees   | 41 afl.                            |
| 2011      | Seinpost Den Haag                     | Pol                  | afl.: De Keuze                     |
| 2012      | Lijn 32                               | Dennis Koudstaal     | 8 afl.                             |
| 2013      | Bibi's Beauty Blog (Villa Achterwerk) | Jelle                | 5 afl.                             |
| 2014-2015 | Moordvrouw                            | Floris Hoeke         | 5 afl.                             |
| 2015      | Dagboek van een callgirl              | Daniël Holt          | afl.: Een dunne lijn               |
| 2015      | Vechtershart                          | Dr. Alexander Pera   | afl.: Aangeslagen                  |
| 2016      | Project Orpheus                       | IJsbrand van Dedem   | 12 afl.                            |
| 2016      | Weemoedt                              | Koert 's Gravenzande | 3 afl.                             |
| 2017      | Zenith                                | Stefan               | 7 afl.                             |
| 2018      | Smeris                                | Ben Dolmans          | afl.: The truth is like poetry     |
| 2018      | Ransom                                | Elian                | afl.: Hardline                     |
| 2019      | Kramp                                 | -                    | 2 afl.                             |
| 2020      | Dit zijn wij                          | Rik van Vliet        | afl.: Klavertje vier               |
| 2020      | Meisje van plezier                    | Collega Remco        | 2 afl.                             |
| 2021      | Thuisfront                            | Gerben               | 4 afl.                             |

## Theater
| Jaar      | Titel                                  | Gezelschap                              | Rol           | Regie                     |
| --------- | -------------------------------------- | --------------------------------------- | ------------- | ------------------------- |
| 2010      | Thuis Ben Je Nooit Alleen              | TG Oostpool                             |               | Marcus Azzini             |
| 2011      | One Big Fucked Up Christmas Carol      | De Rennende Gek                         |               | Bas Jansen                |
| 2012      | Noem Hem Pinocchio                     | TG Oostpool                             |               | Timothy de Gilde          |
| 2012      | De Tocht door het Ourobouros           | -                                       |               | Nadia van Vuuren          |
| 2012      | Het zijn de Kleine Dingen die het Doen | -                                       |               | Ilke Paddenburg           |
| 2012      | Buitenkunst 'De Mix'                   | -                                       |               | Tobias Nierop             |
| 2012-2013 | Een Poppenhuis                         | ATKA                                    |               | Maren Bjorseth            |
| 2013      | Canis Majoris                          | i.o. Stedelijk Museum Amsterdam         |               | Tobias Nierop             |
| 2013      | Pitch                                  | TG Don Majoris i.o. Theater aan de Rijn |               | Don Majoris               |
| 2013      | Solitairy Heroes                       | De Theatercompagnie                     |               | Teddy May de Kock         |
| 2013      | Het Liep Voorbij                       | TG Nomen                                |               | Hanna van Mourik Broekman |
| 2013      | Being There                            | TG Don Majoris                          |               | Paul Knieriem             |
| 2014      | De Slamonoloog                         | -                                       |               | Tobias Nierop             |
| 2014      | Don't Beat Yourself Up About It        | De Kosmonaut                            |               | Marijke de Kerf           |
| 2014      | Geloof, Liefde, Hoop                   | Frascati                                |               | Maren Bjorseth            |
| 2014      | Staat van Geluk                        | TG Nomen                                |               | Hanna van Mourik Broekman |
| 2015      | Victoria Station                       | -                                       |               | Marijke de Kerf           |
| 2015      | Een Oorlog om in te Wonen              | Theater na de Dam                       |               | Roeland Hofman            |
| 2015      | Midzomernachtdroom                     | De Peergroup                            |               | Koos Terpstra             |
| 2016      | Stormkamers                            | TG Nomen                                |               | Hanna van Mourik Broekman |
| 2017      | Voor Wie is Niets Onmogelijk           | TG Nomen                                |               | Hanna van Mourik Broekman |
| 2017      | Ceasar                                 | Orkater                                 |               | Michiel de Regt           |
| 2018-2019 | De Wereldvergadering                   | Orkater                                 |               | Michiel de Regt           |
| 2018      | Vieze Vuile Rotstreken                 | Stip                                    |               | Roeland Hofman            |
| 2018      | Het Proces                             | ATKA                                    |               | Stephen Liebman           |
| 2019-2020 | De Verschrikkelijke Wittgenstein       | Bellevue                                |               | Roeland Hofman            |
| 2019      | Mammoet                                | Stichting Het Pauperparadijs            |               | Tom de Ket                |
| 2019      | Jazz Duzz                              | Toneelmakerij                           |               | Paul Knieriem             |
| 2020      | Mijn                                   | Bellevue                                |               | Ada Ozdogan               |
| 2021-2024 | 14 de musical                          | AFAS Theater                            | Johan Cruijff | Tom de Ket                |